# 2006–2007-es angol labdarúgó-bajnokság (első osztály)
A 2006–2007-es Premier League szezon a 15. volt megalakulása óta. A bajnokság 2006. augusztus 19-én kezdődött és 2007. május 13-án ért véget.
A bajnok a Manchester United lett, 15 év alatt már kilencedszer sikerült elhódítaniuk a bajnoki címet,- miután a Chelsea-nek nem sikerült a győzelem az Arsenal ellen. A Kékek 7 pontos hátránnyal végeztek a United mögött a 2. helyen.
A három kieső csapat az élvonalban csupán egy szezont eltöltő Watford és Sheffield United, valamint a Charlton Athletic volt, akik 8 év után estek ki az első osztályból.

## Feljutó csapatok
Az alábbi három csapat jutott fel a másodosztályból a szezon kezdetén:
- Reading (először szerepel az élvonalban)
- Sheffield United
- Watford

## Kieső csapatok
Az alábbi három csapat esett ki a Premier League-ből a szezon végén:
- Watford
- Charlton Athletic
- Sheffield United

## Végeredmény
M = Lejátszott meccsek; Gy = Győzelmek; D = Döntetlenek; V = Vereségek; RG = Szerzett gólok; KG= Kapott gólok; GK = Gólkülönbség; P = Megszerzett pontok
| Premier League 2006-07 Bajnokok   |
| --------------------------------- |
| Manchester United 16. bajnoki cím |

## Eredmények
A hazai csapat a bal oszlopban van.
|                   | ARS | AST | BLA | BOL | CHA | CHE | EVE | FUL | LIV | MNC | MNU | MID | NEW | POR | REA | SFU | TOT | WAT | WHU | WIG |
| ----------------- | --- | --- | --- | --- | --- | --- | --- | --- | --- | --- | --- | --- | --- | --- | --- | --- | --- | --- | --- | --- |
| Arsenal           | XXX | 1-1 | 6-2 | 2-1 | 4-0 | 1-1 | 1-1 | 3-1 | 3-0 | 3-1 | 2-1 | 1-1 | 1-1 | 2-2 | 2-1 | 3-0 | 3-0 | 3-0 | 0-1 | 2-1 |
| Aston Villa       | 0-1 | XXX | 2-0 | 0-1 | 2-0 | 0-0 | 1-1 | 1-1 | 0-0 | 1-3 | 0-3 | 1-1 | 2-0 | 0-0 | 2-1 | 3-0 | 1-1 | 2-0 | 1-0 | 1-1 |
| Blackburn Rovers  | 0-2 | 1-2 | XXX | 0-1 | 4-1 | 0-2 | 1-1 | 2-0 | 1-0 | 4-2 | 0-1 | 2-1 | 1-3 | 3-0 | 3-3 | 2-1 | 1-1 | 3-1 | 1-2 | 2-1 |
| Bolton Wanderers  | 3-1 | 2-2 | 1-2 | XXX | 1-1 | 0-1 | 1-1 | 2-1 | 2-0 | 0-0 | 0-4 | 0-0 | 2-1 | 3-2 | 1-3 | 1-0 | 2-0 | 1-0 | 4-0 | 0-1 |
| Charlton Athletic | 1-2 | 2-1 | 1-0 | 2-0 | XXX | 0-1 | 1-1 | 2-2 | 0-3 | 1-0 | 0-3 | 1-3 | 2-0 | 0-1 | 0-0 | 1-1 | 0-2 | 0-0 | 4-0 | 1-0 |
| Chelsea           | 1-1 | 1-1 | 3-0 | 2-2 | 2-1 | XXX | 1-1 | 2-2 | 1-0 | 3-0 | 0-0 | 3-0 | 1-0 | 2-1 | 2-2 | 3-0 | 1-0 | 4-0 | 1-0 | 4-0 |
| Everton           | 1-0 | 0-1 | 1-0 | 1-0 | 2-1 | 2-3 | XXX | 4-1 | 3-0 | 1-1 | 2-4 | 0-0 | 3-0 | 3-0 | 1-1 | 2-0 | 1-2 | 2-1 | 2-0 | 2-2 |
| Fulham            | 2-1 | 1-1 | 1-1 | 1-1 | 2-1 | 0-2 | 1-0 | XXX | 1-0 | 1-3 | 1-2 | 2-1 | 2-1 | 1-1 | 0-1 | 1-0 | 1-1 | 0-0 | 0-0 | 0-1 |
| Liverpool         | 4-1 | 3-1 | 1-1 | 3-0 | 2-2 | 2-0 | 0-0 | 4-0 | XXX | 1-0 | 0-1 | 2-0 | 2-0 | 0-0 | 2-0 | 4-0 | 3-0 | 2-0 | 2-1 | 2-0 |
| Manchester City   | 1-0 | 0-2 | 0-3 | 0-2 | 0-0 | 0-1 | 2-1 | 3-1 | 0-0 | XXX | 0-1 | 1-0 | 0-0 | 0-0 | 0-2 | 0-0 | 1-2 | 0-0 | 2-0 | 0-1 |
| Manchester United | 0-1 | 3-1 | 4-1 | 4-1 | 2-0 | 1-1 | 3-0 | 5-1 | 2-0 | 3-1 | XXX | 1-1 | 2-0 | 3-0 | 3-2 | 2-0 | 1-0 | 4-0 | 0-1 | 3-1 |
| Middlesbrough     | 1-1 | 1-3 | 0-1 | 5-1 | 2-0 | 2-1 | 2-1 | 3-1 | 0-0 | 0-2 | 1-2 | XXX | 1-0 | 0-4 | 2-1 | 3-1 | 2-3 | 4-1 | 1-0 | 1-1 |
| Newcastle United  | 0-0 | 3-1 | 0-2 | 1-2 | 0-0 | 0-0 | 1-1 | 1-2 | 2-1 | 0-1 | 2-2 | 0-0 | XXX | 1-0 | 3-2 | 0-1 | 3-1 | 2-1 | 2-2 | 2-1 |
| Portsmouth        | 0-0 | 2-2 | 3-0 | 0-1 | 0-1 | 0-2 | 2-0 | 1-1 | 2-1 | 2-1 | 2-1 | 0-0 | 2-1 | XXX | 3-1 | 3-1 | 1-1 | 2-1 | 2-0 | 1-0 |
| Reading           | 0-4 | 2-0 | 1-2 | 1-0 | 2-0 | 0-1 | 0-2 | 1-0 | 1-2 | 1-0 | 1-1 | 3-2 | 1-0 | 0-0 | XXX | 3-1 | 3-1 | 0-2 | 6-0 | 3-2 |
| Sheffield United  | 1-0 | 2-2 | 0-0 | 2-2 | 2-1 | 0-2 | 1-1 | 2-0 | 1-1 | 0-1 | 1-2 | 2-1 | 1-2 | 1-1 | 1-2 | XXX | 2-1 | 1-0 | 3-0 | 1-2 |
| Tottenham Hotspur | 2-2 | 2-1 | 1-1 | 4-1 | 5-1 | 2-1 | 0-2 | 0-0 | 0-1 | 2-1 | 0-4 | 2-1 | 2-3 | 2-1 | 1-0 | 2-0 | XXX | 3-1 | 1-0 | 3-1 |
| Watford           | 1-2 | 0-0 | 2-1 | 0-1 | 2-2 | 0-1 | 0-3 | 3-3 | 0-3 | 1-1 | 1-2 | 2-0 | 1-1 | 4-2 | 0-0 | 0-1 | 0-0 | XXX | 1-1 | 1-1 |
| West Ham United   | 1-0 | 1-1 | 2-1 | 3-1 | 3-1 | 1-4 | 1-0 | 3-3 | 1-2 | 0-1 | 1-0 | 2-0 | 0-2 | 1-2 | 0-1 | 1-0 | 3-4 | 0-1 | XXX | 0-2 |
| Wigan Athletic    | 0-1 | 0-0 | 0-3 | 1-3 | 3-2 | 2-3 | 0-2 | 0-0 | 0-4 | 4-0 | 1-3 | 0-1 | 1-0 | 1-0 | 1-0 | 0-1 | 3-3 | 1-1 | 0-3 | XXX |

## Statisztikák

### Gólok
- Legnagyobb győzelem (6 gól) – Reading 6–0 West Ham United
- Legtöbb gól (8) – Arsenal 6–2 Blackburn Rovers
- Legnagyobb 'derbi' győzelmek – Everton 3–0 Liverpool és Arsenal 3–0 Tottenham Hotspur
- Első gól – Rob Hulse Sheffield United 1–1 Liverpool
- Utolsó gól – Harry Kewell Liverpool 2–2 Charlton Athletic

### Mérkőzések
- A legtöbb győzelem – Manchester United (28)
- A legkevesebb győzelem – Watford (5)
- A legtöbb vereség – West Ham United (21)
- A legkevesebb vereség – Chelsea (3)
- A legtöbb gólt lőtte – Manchester United (83)
- A legkevesebb gólt lőtte – Manchester City és Watford (29)
- A legtöbb gólt kapta – Fulham és Charlton Athletic (60)
- A legkevesebb gólt kapta – Chelsea (24)

#### Hazai pályán
- A legtöbb győzelem – Manchester United (15)
- A legkevesebb győzelem – Watford (3)
- A legtöbb vereség – Wigan Athletic (10)
- A legkevesebb vereség – Chelsea (0)
- A legtöbb gólt lőtte – Manchester United (46)
- A legkevesebb gólt lőtte – Manchester City (10)
- A legtöbb gólt kapta - Wigan Athletic (30)
- A legkevesebb gólt kapta - Liverpool (7)

#### Idegenben
- A legtöbb győzelem – Manchester United (13)
- A legkevesebb győzelem – Fulham és Charlton Athletic (1)
- A legtöbb vereség – Sheffield United (14)
- A legkevesebb vereség – Manchester United and Chelsea (3)
- A legtöbb gólt lőtte – Manchester United (37)
- A legkevesebb gólt lőtte – Sheffield United (8)
- A legtöbb gólt kapta – Fulham (42)
- A legkevesebb gólt kapta – Chelsea (13)

### Góllövőlista
| Játékos           | Gólok | Csapat            |
| ----------------- | ----- | ----------------- |
| Didier Drogba     | 20    | Chelsea           |
| Benni McCarthy    | 18    | Blackburn Rovers  |
| Cristiano Ronaldo | 17    | Manchester United |
| Mark Viduka       | 16    | Middlesbrough     |
| Darren Bent       | 14    | Charlton Athletic |
| Wayne Rooney      | 14    | Manchester United |
| Dimitar Berbatov  | 13    | Tottenham Hotspur |
| Kevin Doyle       | 13    | Reading           |
| Robbie Keane      | 12    | Tottenham Hotspur |
| Dirk Kuijt        | 12    | Liverpool         |
| Yakubu Aiyegbeni  | 12    | Middlesbrough     |

### Leggyorsabb gólok
| Név           | Idő (másodperc) | Csapat            | Ellenfél         |
| ------------- | --------------- | ----------------- | ---------------- |
| Kevin Doyle   | 16              | Reading           | Sheffield United |
| Danny Murphy  | 39              | Tottenham Hotspur | Portsmouth       |
| Shabani Nonda | 57              | Blackburn Rovers  | Portsmouth       |
| Thierry Henry | 58              | Arsenal           | Reading          |

### 15 000.-ik gól
A Premier League 15 000. gólját a Fulham játékosa, Moritz Volz szerezte a Chelsea ellen 2006. december 30-án.

### Kapusok góljai
2007. március 17-én a Tottenham Hotspur kapusa, Paul Robinson talált be a Watford kapujába szabadrúgásból, mintegy 83 méterről. A labda a szintén angol válogatott kapus, Ben Foster feje felett ívelt át egyenesen a hálóba. A Spurs 3–1-re megnyerte a mérkőzést. A Premiership történetében ez volt a harmadik gól, amit kapus szerzett. A másik két gól Peter Schmeichel (Aston Villa; az Everton ellen 2001. október 21-én) és Brad Friedel, (Blackburn Rovers; a Charlton Athletic ellen 2004. február 21-én) nevéhez kapcsolódik. Az utóbbi két gólszerző csapata kikapott, így Paul Robinson az első kapus, aki győztes csapatnak szerzett gólt.

## Díjak
| Hónap            | Edző                            | Játékos                                                                |
| ---------------- | ------------------------------- | ---------------------------------------------------------------------- |
| 2006. augusztus  | Sir Alex Ferguson (Man. United) | Ryan Giggs (Man. United)                                               |
| 2006. szeptember | Steve Coppell (Reading)         | Andrew Johnson (Everton)                                               |
| 2006. október    | Sir Alex Ferguson (Man. United) | Paul Scholes (Man. United)                                             |
| 2006. november   | Steve Coppell (Reading)         | Cristiano Ronaldo (Man. United)                                        |
| 2006. december   | Sam Allardyce (Bolton)          | Cristiano Ronaldo (Man. United)                                        |
| 2007. január     | Rafael Benítez (Liverpool)      | Cesc Fàbregas (Arsenal)                                                |
| 2007. február    | Sir Alex Ferguson (Man. United) | Ryan Giggs (Man. United)                                               |
| 2007. március    | José Mourinho (Chelsea)         | Petr Čech (Chelsea)                                                    |
| 2007. április    | Martin O’Neill (Aston Villa)    | Robbie Keane (Tottenham Hotspur) Dimitar Berbatov (Tottenham Hotspur)1 |

1. Keane és Berbatov az első játékosok, akik párosban kapták meg a Premier League Hónap Játékosa díjat a 2004 februári győztesek, az Arsenal-os Dennis Bergkamp és Edu óta.

## Stadionok

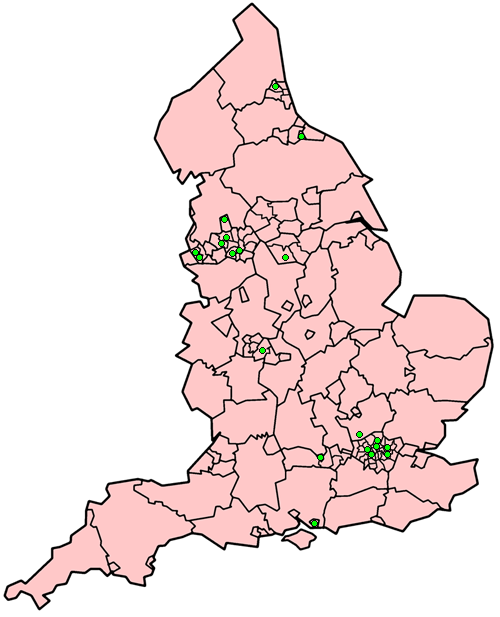
A csapatok elhelyezkedése a 2006-07-es szezonban

- Arsenal: 93 év után a Highbury-ből a több, mint 60 000 fős befogadóképességű Emirates Stadionba költöztek. Az első mérkőzés Dennis Bergkamp búcsúmérkőzése volt, aki a 2005–06-os szezon után vonult vissza. A mérkőzésen az Arsenal 2–1-re győzte le az Ajax csapatát, ahol Bergkamp kezdte pályafutását. Az első Premiership mérkőzést augusztus 19-én rendezték az Aston Villa ellen, a találkozó 1–1-es döntetlennel zárult.
- Manchester United: az Old Traffordot 76 000 férőhelyesre bővítették, ezzel a Manchester stadionja lett a legnagyobb az Egyesült Királyságban. Az első mérkőzést a Sevilla ellen játszották augusztusban. A Fulham látogatott el először az Old Traffordra a bajnokságban augusztus 20-án, a mérkőzést 5–1-re veszítették el. A stadionban rekordszámú, 75 511 fő volt jelen.
- Reading: a Madejski Stadion egy új stadion volt a Premiership-ben. A stadionban az első Premiership mérkőzést a Middlesbrough ellen játszották, a Reading 3–2-re nyert.

| Csapat            | Stadion                    | Befogadóképesség |
| ----------------- | -------------------------- | ---------------- |
| Manchester United | Old Trafford               | 76 212           |
| Arsenal           | Emirates Stadion           | 60 355           |
| Newcastle United  | St James’ Park             | 52 387           |
| Manchester City   | City of Manchester Stadion | 48 000           |
| Liverpool         | Anfield                    | 45 362           |
| Aston Villa       | Villa Park                 | 42 553           |
| Chelsea           | Stamford Bridge            | 42 360           |
| Everton           | Goodison Park              | 40 569           |
| Tottenham Hotspur | White Hart Lane            | 36 240           |
| West Ham United   | Boleyn Ground              | 35 146           |
| Middlesbrough     | Riverside Stadion          | 35 049           |
| Sheffield United  | Bramall Lane               | 32 609           |
| Blackburn Rovers  | Ewood Park                 | 31 367           |
| Bolton Wanderers  | Reebok Stadion             | 28 723           |
| Charlton Athletic | The Valley Stadion         | 27 111           |
| Wigan Athletic    | JJB Stadion                | 25 138           |
| Fulham            | Craven Cottage             | 24 600           |
| Reading           | Madejski Stadion           | 24 250           |
| Portsmouth        | Fratton Park               | 20 220           |
| Watford           | Vicarage Road              | 19 920           |